# Coello (Tolima)
Coello es un municipio de Colombia, situado en el centro del departamento del Tolima, en límites con el departamento de Cundinamarca. Su cabecera se encuentra localizada sobre los 4° 17´ de latitud Norte y los 74° 54´ de longitud al oeste de Greenwich. 
El municipio de Coello posee una relación urbano-funcional con algunos municipios de la región central del departamento del Tolima, especialmente con El Espinal. Coello cuenta con una ubicación geográfica estratégica, permitiendo la articulación del centro del departamento con municipios del departamento de Cundinamarca.

## Toponimia
Lleva el nombre de "Coello", en honor al río que lo baña.

## Historia
En tiempos precolombinos, sobre el territorio de Coello, habitaron los indígenas Cuniras, Metaymas, Tuamos y Doimas, de la gran tribu de los pijaos. 
La mayoría de los pijaos resistió con fiereza a los españoles. En 1602 los pijaos, dirigidos por el cacique Calarcá, iniciaron una guerra general contra los europeos. Ciudades españolas de esta región de la Nueva Granada como Cartago, Buga, Ibagué, Neiva y La Plata vivieron por aquella época un período de terror. Cuando atacaban ciudades, encendían fogatas en señal acordada para convocar los guerreros.
Los terrenos que hoy ocupa Coello llevaron inicialmente el nombre de "Pueblo Nuevo de la Trinidad de las Bocas del Río Coello", también hacían parte del antiguo Llano Grande. 

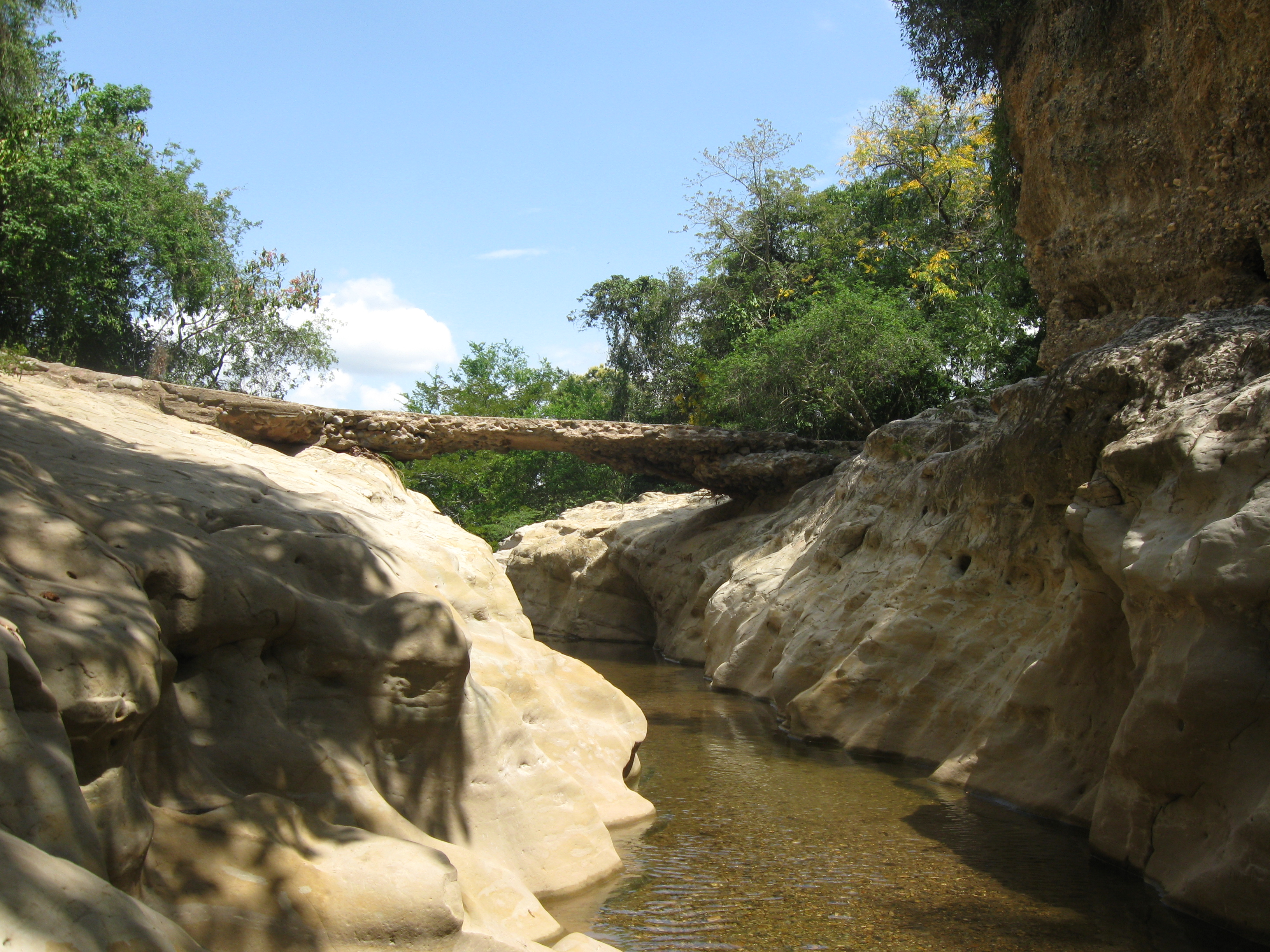
Quebrada Chagualá vereda llano de la virgen Coello.

Luego de que los españoles sometieron a los pijaos, el señor Lesmes de Espinosa Sarabia, del consejo de su Majestad de España y oidor más antiguo de la Real Audiencia del Nuevo Reino de Granada, por comisión que le confiriera don Juan de Borja y Armendia y encomiendas de don Alonso Ruíz de Saojosa, fundó un pueblo en el sitio denominado "Pueblo Nuevo de la Trinidad", en tierras de Cuniras, Metaymas, Tuamos y Doimas, el 5 de julio de 1627, al que le dio el nombre de Coello, fecha que desde ese entonces es celebrada como el día de su fundación.
Por Decreto n.º 264 de octubre de 1880, fue eliminado como aldea, por no tener edificios para las oficinas públicas, escuelas en continuo y rentas suficientes para sostener su administración. Posteriormente, por Decreto n.º 149 de octubre de 1882 se le devolvió su categoría de aldea, para premiar el esfuerzo que venían realizando sus habitantes para convertir el poblado en un importante lugar. Según Decreto 650 del 13 de octubre de 1887 fue elevado a la categoría de municipio. 
La Ordenanza Departamental n.º 36 del 26 de junio de 1947, creó el centro poblado Gualanday, reconocida localidad del municipio.

## Geografía

### Límites municipal
Coello está delimitado por los siguientes municipios, siendo al este con el departamento de Cundinamarca:
| Noroeste: Piedras               | Norte: Piedras               | Nordeste: Guataquí ( Cundinamarca) (Río Magdalena)     |
| Oeste: Ibagué                   |                              | Este: Nariño, Girardot ( Cundinamarca) (Río Magdalena) |
| Suroeste: San Luis (Río Coello) | Sur: El Espinal (Río Coello) | Sureste: Flandes (Río Coello)                          |

## División político-administrativa

Mapa veredal del municipio.

Aparte de su Cabecera municipal. Coello tiene bajo su jurisdicción los centros poblados:
- Calabozo
- Gualanday
- La Barrialosa
- Llano de la Virgen
- Potrerillo
- Vega de los Padres
- Vindi

### Veredas
El municipio tiene constituido las siguientes veredas: 
Arenosa, Chaguala Adentro, Chaguala Afuera, Chicuali, Cotomal, Cunira, Dos Quebradas, Gualanday, La Barrialosa, La Salina, Llano de la Virgen, Lucha Adentro, Lucha Afuera, Potrerillo, San Cayetano, Santa Bárbara, Vindi y Vega de los Padres.

## Emblemas

### Bandera
La bandera de Coello fue creada mediante Acuerdo 2 de 12 de agosto de 1968, de forma rectangular y de tres colores, azul, rojo y verde. 

### Escudo
En la parte superior, el yelmo con plumas rojas, que representa la conquista y la sangre derramada durante la misma.
Luego el escudo se encuentra dividido en tres partes, la primera muestra la Iglesia de la cabecera municipal, patrimonio arquitectónico del municipio, la segunda los principales productos como son el sorgo, el maíz y la actividad ganadera, y en la parte inferior se muestra un paisaje que denota la presencia de ríos donde se realiza la navegación fluvial, la pesca y el exquisito paisaje de que goza el municipio, además del sol que ofrece tierras cálidas.

### Himno
| Escritor: Víctor Emilio Romero Ramírez Cantante: Manuel Pinto Coello, remanso de paz, con su templo colonial, es orgullo del Tolima (bis), por su ambiente tropical. |  | Por su gente laboriosa, llena de amor y bondad, le pedimos a la Virgen, Virgen de Chiquinquirá, que proteja nuestro pueblo y le conceda la paz (bis) El Magdalena y el Coello bañan mi pueblo natal, adornando con sus aguas (Bis), el ambiente tropical. |  | Las llanuras del Tolima en Coello fijan sus pies, para darle su hermosura, su belleza y altivez. Para darle su hermosura, su belleza y altivez (bis). |  | Ay, pueblo querido, yo jamás te olvidaré. Y, si Dios así lo quiere, en Coello moriré (bis). |  |  |

El escritor original del himno es Víctor Emilio Romero Ramírez, profesor y rector de la escuela La Vega De Los Padres. Tras varios intentos de registrar el himno a nombre de él, quien fue el verdadero autor, se negaron por causas desconocidas.

## Economía
La economía del municipio de Coello está constituida por las actividades principalmente turísticas, agrícolas y ganaderas. 
Coello es un municipio que depende económicamente de la agricultura, de productos como el algodón, sorgo, maíz, yuca y plátano, también de la minería a menor escala pues no depende de ella por ser un territorio agrícola. También cuenta con el complejo petrolero de Gualanday, por el que pasan oleoductos y gasoductos.

## Cultura

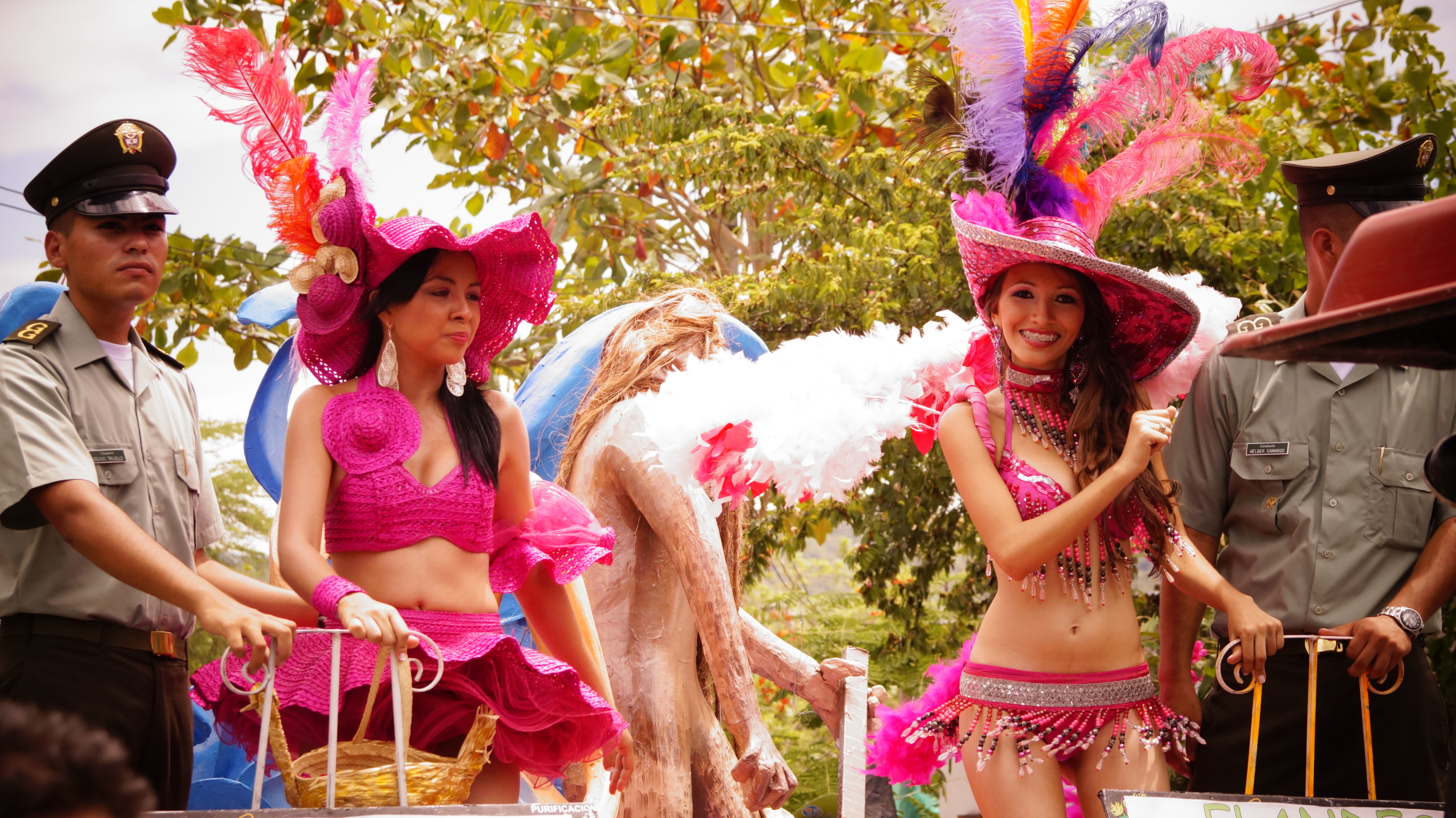
Recorrido por el municipio de Coello, Tolima, en las carrosas.

Coello cuenta con paisajes hermosos y de gran tranquilidad. Sobresalen: las manas la Quebrada del Loro, el Salto de Lucha, los bañaderos y restaurantes de Gualanday, y el Balneario "El Guacharaco".
El municipio de Coello tiene gran valor cultural. Es tradicional celebrar el Festival Folclórico y Cultural del Sol y El Río, a principios de agosto, en el cual participan candidatas representantes de sus veredas e invitadas de otros municipios y regiones del Tolima. 
Lo cual consiste en el desfile en traje de gala, traje de baño, y recorrido en carrosas (vehículos adornados con elementos principales que identifican cada vereda o cada región de las participantes) sumado a este, la participación de grandes artistas y sus tradicionales cabalgatas. 
Los platos típico son la lechona, los tamales, la chucula (bebida típica basada en la preparación indígena del chocolate de mesa) y los insulsos (postre a base de maíz que se prepara para acompañar la lechona) .
La televisión colombiana, también ha filmado una serie de novelas en Coello, debido a la sus excelentes paisajes, tranquilidad y acogida de sus habitantes. Entre estas se destacan: La Caponera, Pedro el escamoso, Espumas, Por amor a Gloria, la popular novela Oye bonita, y, en los últimos meses, se ha estado grabando una novela cuyo nombre es Flor silvestre.

## Paleontología
El municipio de Coello, goza de importancia paleontológica. En la vereda Dosquebradas, descubrieron en el año 2005, el fósil de un lagarto de 2.8 metros de largo encontrado en rocas de origen marino y de unos 80 millones de años. "Nunca antes en Colombia, y quizá en ninguna otra parte del mundo, se habría encontrado un lagarto similar", aseguró la paleontóloga María Páramo, encargada de la extracción e investigación del esqueleto. Agregó que el reptil tenía cinco dedos largos adaptados como aletas o remos, que era muy esbelto y probablemente vivía todo el tiempo en el mar. 
De igual modo, se ha encontrado mucho más material fósil hacia la zona norte, principalmente en las veredas Lucha Adentro (Sector Tierra Blanca) y Dosquebradas, lo cual ha sido registrado en la obra "Algunos Fósiles en el Municipio de Coello Tolima" por José Royo y Gómez. Min. de Minas y Petróleos, Serv. Geol. Nal. Actualmente, en el Museo de Artes Y Tradiciones populares del ITFIP, localizado en el municipio de El Espinal, se pueden apreciar algunos fósiles encontrados en el sector de Tierra Blanca. 

## Servicios públicos
- Energía Eléctrica: Celsia, es la empresa prestadora del servicio de energía eléctrica.
- Gas Natural: Alcanos de Colombia es la empresa distribuidora y comercializadora de gas natural en el municipio.